# لوون واهرادیان
لوون واهرادیان (Լևոն Վահրադյան؛ زادهٔ ۲۱ ژانویهٔ ۱۹۸۴) یک سیاست‌مدار، اهل ارمنستان  که از ماه مه تا اکتبر ۲۰۱۸ به عنوان وزیر ورزش و امور جوانان ارمنستان در دولت نیکول پاشینیان خدمت نمود.